# Ouled Attia (tribu)
 (avril 2025).
Motif : Absence de sources secondaires centrées en nombre et qualité suffisants
- Archive Wikiwix
- Bing
- Cairn
- DuckDuckGo
- E. Universalis
- Gallica
- Google
- G. Books
- G. News
- G. Scholar
- Persée
- Qwant
- (zh) Baidu
- (ru) Yandex
- (wd) trouver des œuvres sur Wikidata

| 1. | Préciser le motif de la pose du bandeau. | Précisez le motif de la pose du bandeau en utilisant la syntaxe suivante : {{admissibilité à vérifier\|date=avril 2025\|motif=remplacez ce texte par le motif}}                          |
| 2. | Informer les utilisateurs concernés.     | Pensez à avertir le créateur de l'article, par exemple, en insérant le code ci-dessous sur sa page de discussion : {{subst:avertissement admissibilité à vérifier\|Ouled Attia (tribu)}} |

 (février 2025).
Les Oulad Attia de la région de Annaba, sont une tribu berbères des plaines entourant le massif de l'Edough, sur les bords du lac Fenaia. Avec les Guerbès, ils sont l'une des dernière tribu de la région à revendiquer une origine berbère alors que les montagnes autours comportent des populations arabisées ou arabes. 

## Origines
Les Ouled Attia revendiquent une origine berbère avec une autre tribu, les Guerbès, à proximité de tribus arabophones situées dans les massifs alentours. Toutefois la région de l'extrême-est de l'Algérie est une mosaique de tribus berbère, berbères arabisées, et arabes. Les mélanges sont donc fréquents et chaque tribu comporte des familles issues d'autres tribus des environs . Au XIXe siècle le parlé des Ouled Attia est gagné à l'arabophonie, mais il garde des spécificités sédentaires. 

## Histoire

### Résistance Anti-Colonial
Ils étaient une des tribus les plus farouche à l'invasion française et refusèrent de ce soumettre à l'autorité coloniale en place}. Le 21 avril 1833, une expédition de 520 chevaux du 3e régiment de chasseurs, du corps auxiliaire turcs et des spahis dirigé par le général d'Uzer, font partie d'une expédition contre les Ouled Attia, à la pointe du jour, les Attaouis s'élancent à l'attaque des troupes françaises. Ils sont mis en déroute par la charge de 2 groupes de cavalerie. Ils faisaient administrativement partie de la commune mixte et du canton judiciaire de Aïn Mokra dans l'arrondissement de Bône (aujourd'hui Annaba).[réf. nécessaire]